# 3 януари
3 януари е 3-тият ден в годината според григорианския календар. Остават 362 дни до края на годината (363 през високосна година).

## Събития
- 1431 г. – Бургундският херцог предава срещу 10 000 франка Жана д'Арк на англичаните.
- 1496 г. – Леонардо да Винчи извършва неуспешен опит с конструиран от него летателен апарат.
- 1521 г. – Папа Лъв X издава папска була, с която отлъчва Мартин Лутер от Църквата.
- 1793 г. – В Канада е забранено робството.
- 1833 г. – Великобритания завладява Фолкландските острови.

- 1863 г. – В Халифакс (Канада) е открита първата в страната закрита ледена пързалка.
- 1868 г. – С превземането на двореца на шогуна в Япония е възстановена монархията с държавен глава император Мейджи.
- 1870 г. – Започва строежът на Бруклинския мост.
- 1871 г. – В САЩ е патентован маргаринът.
- 1880 г. – Утвърден е първият градоустройствен план на София, изработен от чешкия строителен инженер Иржи Прошек.
- 1899 г. – Думата автомобил е използвана за пръв път в редакторски материал в New York Times.
- 1902 г. – Съставено е двадесет и третото правителство на България, начело със Стоян Данев.
- 1907 г. – Официално е открита сградата на Народния театър в София.
- 1921 г. – Български бежански въпрос: XIX обикновено народно събрание на България отпуска кредит от 1 000 000 лева за настаняване на бежанците от Беломорска Тракия.
- 1925 г. – Бенито Мусолини обявява, че ще упражнява диктаторска власт в Италия.
- 1956 г. – Пожар опустошава върха на Айфеловата кула.
- 1958 г. – Създадена е Западноиндийската федерация.
- 1959 г. – Аляска става 49-ият щат на САЩ и първият без граница с никой от останалите.
- 1961 г. – САЩ скъсва дипломатическите отношения с Куба.
- 1962 г. – Папа Йоан XXIII отлъчва Фидел Кастро от църквата.
- 1963 г. – Осъществен е първият изпитателен полет на пътническия самолет Ил-62.
- 1977 г. – Създадена е американската фирма Apple Computer Inc..
- 1987 г. – Арета Франклин става първата жена, увековечена в Залата на славата на рокендрола.
- 1990 г. – Национална кръгла маса в България: начало на заседанията, чиято цел е споразумение между БКП и опозицията за осъществяване на преход към демокрация.
- 1990 г. – Бившият лидер на Панама Мануел Нориега се предава на американската войска.
- 1993 г. – В Москва, президентите Джордж Хърбърт Уокър Буш и Борис Елцин подписват втория договор за съкращение на две трети от стратегическите ядрени оръжия на САЩ и Русия.
- 1994 г. – Самолет „Туполев Ту-154M“, който изпълнява полет 130 на „Байкал Еърлайнс“ се разбива след излитане от международното летище „Иркутск“, загиват 126 души.
- 1997 г. – Започват демонстрации на Съюза на демократичните сили с искане Българската социалистическа партия да се откаже от управлението.
- 1997 г. – Испанският колоездач Мигел Индураин слага край на кариерата си.
- 1999 г. – Изстрелян е космическият апарат Марс Полър Лендър, контактът с когото е загубен на 3 декември след предполагаемото му кацане на повърхността на Марс.
- 2004 г. – Самолетът при полет 604 на „Флаш Еърлайнс“ се разбива в Червено море малко след излизането си от Египет; загиват всичките 148 души на борда.

## Родени
- 106 г. пр.н.е. – Цицерон, римски оратор и държавник († 43 пр.н.е.)
- 1801 г. – Ернест Хофман, руски геолог († 1871 г.)
- 1810 г. – Антоан Томсън д'Абади, френски изследовател на Африка († 1897 г.)
- 1823 г. – Хайнрих Густав Райхенбах, германски ботаник († 1889 г.)
- 1842 г. – Янко Мустаков, български композитор и диригент († 1881 г.)
- 1860 г. – Такааки Като, министър-председател на Япония († 1926 г.)
- 1876 г. – Вилхелм Пик, първи президент на ГДР († 1960 г.)
- 1878 г. – Константин Батолов, български политик († 1938 г.)
- 1883 г. – Йордан Мешков, български революционер († ? г.)
- 1883 г. – Клемент Атли, министър-председател на Обединеното кралство († 1967 г.)
- 1892 г. – Джон Роналд Руел Толкин, британски писател и филолог († 1973 г.)
- 1897 г. – Пола Негри, американска актриса († 1987 г.)
- 1901 г. – Кирил, български патриарх († 1971 г.)
- 1901 г. – Нго Дин Дием, първи президент на Южен Виетнам († 1963 г.)
- 1903 г. – Александър Бек, съветски писател († 1972 г.)
- 1903 г. – Гено Матеев, български футболист († 1966 г.)
- 1910 г. – Джон Стърджис, американски кинорежисьор († 1992 г.)
- 1921 г. – Изабела Башмакова, руска историографка на математиката († 2005 г.)
- 1924 г. – Ото Байзхайм, германски предприемач († 2013 г.)
- 1929 г. – Серджо Леоне, италиански режисьор († 1989 г.)
- 1935 г. – Джовани Лайоло, италиански духовник
- 1941 г. – Кръстана Стоева, българска скиорка, състезателка по ски бягане († 2004 г.)
- 1942 г. – Джон Тоу, британски актьор († 2002 г.)
- 1942 г. – Ласло Шойом, унгарски политик († 2023 г.)
- 1945 г. – Стоян Петров (треньор), български футболист и треньор по футбол
- 1946 г. – Джон Пол Джоунс, британски музикант (Led Zeppelin)
- 1947 г. – Любен Корнезов, български юрист и политик († 2019 г.)
- 1950 г. – Виктория Принсипал, американска актриса
- 1954 г. – Рос дъ Бос, английски певец
- 1956 г. – Мел Гибсън, американски актьор и режисьор
- 1966 г. – Робърт Станек, американски писател
- 1969 г. – Михаел Шумахер, немски пилот от Формула 1
- 1974 г. – Алесандро Петаки, италиански колоездач
- 1975 г. – Анета Германова, българска волейболистка
- 1977 г. – Александър Мутафджич, сръбски футболист
- 1977 г. – Лий Бойър, английски футболист
- 1979 г. – Любен Иванов, български адвокат и политик
- 1984 г. – Бошко Янкович, сръбски футболист
- 1986 г. – Мария Киркова, българска скиорка
- 1989 г. – Алекс Линц, американски актьор
- 1992 г. – Цветелин Тонев, български футболист
- 1998 г. – Патрик Кутроне, италиански футболист
- 2003 г. – Грета Тунберг, шведска активистка

## Починали
- 236 г. – Антер, римски папа (* ?)
- 1322 г. – Филип V, крал на Франция (* 1293 г.)
- 1468 г. – Йохан Гутенберг, германски изобретател (* 1398 г.)
- 1501 г. – Алишер Навои, тюркски поет (* 1441 г.)
- 1543 г. – Хуан Кабрильо, португалски изследовател (* 1499 г.)
- 1705 – Лука Джордано, италиански художник (* 1634 г.)
- 1785 г. – Балтасаре Галупи, италиански композитор (* 1706 г.)
- 1858 г. – Анри Дарси, френски инженер (* 1803 г.)
- 1875 г. – Пиер Ларус, френски лексикограф, енциклопедист и издател (* 1817 г.)
- 1892 г. – Емил дьо Лавеле, белгийски икономист (* 1822 г.)
- 1920 г. – Жозеф Жак Сезар Жофр, френски офицер (* 1852 г.)
- 1920 г. – Франц Тоула, австрийски геолог (* 1845 г.)
- 1923 г. – Ярослав Хашек, чешки романист (* 1883 г.)
- 1933 г. – Джак Пикфорд, канадски актьор (* 1896 г.)
- 1937 г. – Иван Баялцалиев, български революционер (* ? г.)
- 1945 г. – Едгар Кейси, американски медиум (* 1877 г.)
- 1950 г. – Ангел Букорещлиев, български композитор (* 1870 г.)
- 1956 г. – Йозеф Вирт, немски политик (* 1879 г.)
- 1960 г. – Виктор Шьострьом, шведски режисьор и актьор (* 1879 г.)
- 1970 г. – Константин Константинов, български писател и преводач (* 1890 г.)
- 1971 г. – Александър Миленков, български художник (* 1882 г.)
- 1972 г. – Франс Мазарел, белгийски художник (* 1889 г.)
- 1974 г. – Максим Щраух, руски артист (* 1900 г.)
- 1983 г. – Мария Милкова-Золотович, българска оперна певица (* 1898 г.)
- 1988 г. – Розе Ауслендер, австрийска поетеса (* 1901 г.)
- 2002 г. – Фреди Хайнекен, холандски предприемач (* 1923 г.)
- 2008 г. 
  - Александър Абдулов, руски актьор (* 1953 г.)
  - Валя Вербева, българска балерина (* 1918 г.)
- 2011 г. 
  - Ева Щритматер, немска поетеса и белетристка (* 1930 г.)
  - Надка Караджова, българска народна певица (* 1937 г.)
- 2023 г.
  - Уолтър Кънингам, американски астронавт (* 1932 г.)[1]
  - Любен Зидаров, български художник (* 1923 г.)[2]
  - Руслан Хасбулатов, руски учен и политик (* 1942 г.)[3]

## Празници
- Православна църква – Ден на Свети мъченик Гордий и на свети пророк Малахия
- Католическа църква – Празник на най-святото име Иисус
- Буркина Фасо – Ден на народното въстание